# 麥斯·格拉度
馬克-阿蘭·“馬克斯”·格拉度（法語：Marc-Alain "Max" Gradel，1987年11月30日—）是一名科特迪瓦足球員，司職翼鋒，出身莱斯特城青訓系統，現效力土耳其足球超级联赛球會加濟安泰普。科特迪瓦國家足球隊隊員。

## 生涯

### 莱斯特城
格拉度出身自莱斯特城青訓，他於2007/08球季獲得了球衣號碼。2007年5月5日，他和七名球員與莱斯特城簽訂了他自己首份職業合約，其中包括艾力·奧希岩保、安迪·金和卡爾·彭特尼。

### 般尼茅夫
8月6日，領隊馬田·艾倫表明將格拉度和康拉德·羅根列入來季可供借用的名單中。8月9日，格拉度被外借至般尼茅夫，為期一個月，後來球會於8月31日當天延長了借用期。不幸的是，他並未能代表般尼茅夫上陣太多賽事，因為他的母親在10月初逝世。最終，時任般尼茅夫領隊奇雲·邦德告訴格拉度，他可以自己決定哪時才返回英格蘭。 
2008年1月3日，他提早重返李斯特城後，般尼茅夫表示希望再次借用格拉度 ，最終他在1月11日再度被外借至般尼茅夫。2月6日，他在般尼茅夫的表現，使李斯特城與其簽訂了3年合約。

### 重返莱斯特城
2008年8月9日，他在獲加球場對米爾頓凱恩斯的賽事中首次代表李斯特城於聯賽上陣，他並且交出助攻，協助球隊以2-0勝出。8月14日，他與球隊簽訂新約，起碼效力至2012年。2009年1月14日，格拉度在足總杯對水晶宮的賽事中攻入他加盟以來的首球，不過球隊最終以1-2落敗。2月28日，在對米爾頓凱恩斯的賽事中，他於傷停時間的攻進了一球關鍵的自由球，協助球隊以2-2逼和對手，這同時亦是他的首個聯賽入球。4月23日，他在對米爾頓凱恩斯的賽事中的入球，使他獲得李斯特城支持者球會獎項中的年度最佳進球。格拉度當季代表李斯特城上陣了27場聯賽賽事，協助球隊贏得聯賽冠軍並升班英冠。
自李斯特城升班後，格拉度開始不受重用，僅上陣了一場聯賽盃賽事。李斯特城在夏季轉會市場買入了丹尼·尼基辛和保羅·加歷查後，格拉度並未能在2009/10球季上陣。

### 外借列斯聯
2009年10月19日，他被外借至列斯聯，為期一個月，與此同時，他的前般尼茅夫隊友森·禾基斯亦於同日加盟。他在對諾域治的賽事進行至最後15分鐘時處子上陣，他凸出的表現使賽後他贏得了最佳球員獎。首次借用期間4次後補上陣，表現獲得列斯聯領隊西蒙·加利臣滿意，希望延長借用到2010年1月，而他亦表示喜歡留在艾蘭路球場，最終獲李斯特城准許留效到2010年1月2日，但可在24小時通知後召回。11月24日主場迎戰，格拉度下半場後補上陣於89分鐘的入球絕殺對手。雖然主要擔任替補角色，但格拉度取得3次最佳球員獎，有傳列斯聯會在轉會窗重開時作出正式收購，但李斯特城回應格拉度為「非賣品」。12月30日，格拉度的外借期再延長至1月17日，即合共93日外借最長的期限。借用期滿後格拉度返回李斯特城，但西蒙·加利臣隨即提高收購價再次求售，本季僅1次後補為李斯特城上陣的格拉度亦要求轉會，兩會達成轉會費協議，他前往艾蘭路球場接受體測。

### 列斯聯
2010年1月25日，格拉度通過體測後，正式動筆簽約，為期兩年半。

## 生涯數據
| 球會      | 球季     | 聯賽 | 聯賽 | 足總盃 | 足總盃 | 聯賽盃 | 聯賽盃 | 英錦標 | 英錦標 | 總計 | 總計 |
| 球會      | 球季     | 上陣 | 入球 | 上陣   | 入球   | 上陣   | 入球   | 上陣   | 入球   | 上陣 | 入球 |
| --------- | -------- | ---- | ---- | ------ | ------ | ------ | ------ | ------ | ------ | ---- | ---- |
| 李斯特城  | 2006–07  | 0    | 0    | 0      | 0      | 0      | 0      | 0      | 0      | 0    | 0    |
| 李斯特城  | 2007–08  | 0    | 0    | 0      | 0      | 0      | 0      | 0      | 0      | 0    | 0    |
| 李斯特城  | 2008–09  | 27   | 1    | 2      | 1      | 2      | 0      | 1      | 0      | 32   | 2    |
| 李斯特城  | 2009–10  | 0    | 0    | 0      | 0      | 1      | 0      | 0      | 0      | 1    | 0    |
| 李斯特城  | 總計     | 27   | 1    | 2      | 1      | 3      | 0      | 1      | 0      | 33   | 2    |
| 般尼 茅夫 | 2007–08  | 34   | 9    | 2      | 1      | 1      | 0      | 1      | 0      | 38   | 10   |
| 列斯聯    | 2009–10  | 31   | 6    | 0      | 0      | 0      | 0      | 3      | 0      | 34   | 6    |
| 生涯總計  | 生涯總計 | 85   | 13   | 4      | 2      | 4      | 0      | 5      | 0      | 98   | 15   |

## 榮譽
李斯特城
- 英甲冠軍 : 2008-09

聖伊天
- 法國聯賽盃冠軍 : 2012–13

施華斯堡
- 土耳其盃冠軍 : 2021–22

科特迪瓦國家隊
- 非洲國家盃冠軍 : 2015，2023 ; 亞軍 : 2012

## 外部連結
- 足球数据库：麥斯·格拉度的球员统计数据
- Max Gradel profile at LCFC.co.uk